# Новый Чиркей
Новый Чиркей (Ново-Чиркей) — село в Кизилюртовском районе Дагестан.
Образует сельское поселение село Новый Чиркей как единственный населённый пункт в его составе.

## Географическое положение
Село расположено в 19 км к востоку от города Кизилюрт, на федеральной трассе «Кавказ». Граничит на северо-западе с селом Кульзеб, на юго-востоке — с селом Темиргое.

## Население
| 1959  | 1970  | 1989  | 2002  | 2010  | 2012  | 2013  |
| ----- | ----- | ----- | ----- | ----- | ----- | ----- |
| 1560  | ↗2109 | ↗4441 | ↗7058 | ↘5922 | ↗6103 | ↗6207 |
| 2014  | 2015  | 2016  | 2017  | 2018  | 2019  | 2020  |
| ↗6340 | ↗6441 | ↗6588 | ↗6705 | ↗6770 | ↗6874 | ↗6959 |
| 2021  | 2023  | 2024  | 2025  |       |       |       |
| ↗7708 | ↗7811 | ↗7891 | ↗7978 |       |       |       |

98,5 % населения составляют — аварцы.
Согласно архивному документу 1888 года, жители села Новый Чиркей указаны не как аварцы, а как салатавцы, но с аварским языком.

## История
Образовано в 1957 году переселенцами из села Новый Чиркей Андалалского района бывшей ЧИАССР. В 1970 году в состав села вошло село Зелёная Будка.

## Транспорт
Через село проходит участок железнодорожной магистрали Ростов-Баку и федеральная автомобильная трасса «Кавказ».